# Contea di Spello e di Bettona
La contea di Spello e di Bettona fu un feudo pontificio concesso a Giampaolo I Baglioni dal papa Leone X nel 1516 e durato per 132 anni fino al 1648. Si estendeva tra il Subasio, le pendici dei monti Martani, parte della valle Umbra, lungo il fiume Chiascio. La famiglia Baglioni amministrò questo territorio per un secolo dopo la fine del loro dominio "occulto" su Perugia (1438-1540). Braccio da Montone aveva già conferito, nel 1416, a Malatesta I la signoria di Cannara, estesasi poi, per disposizione papale, a Spello e Bettona.

## Storia

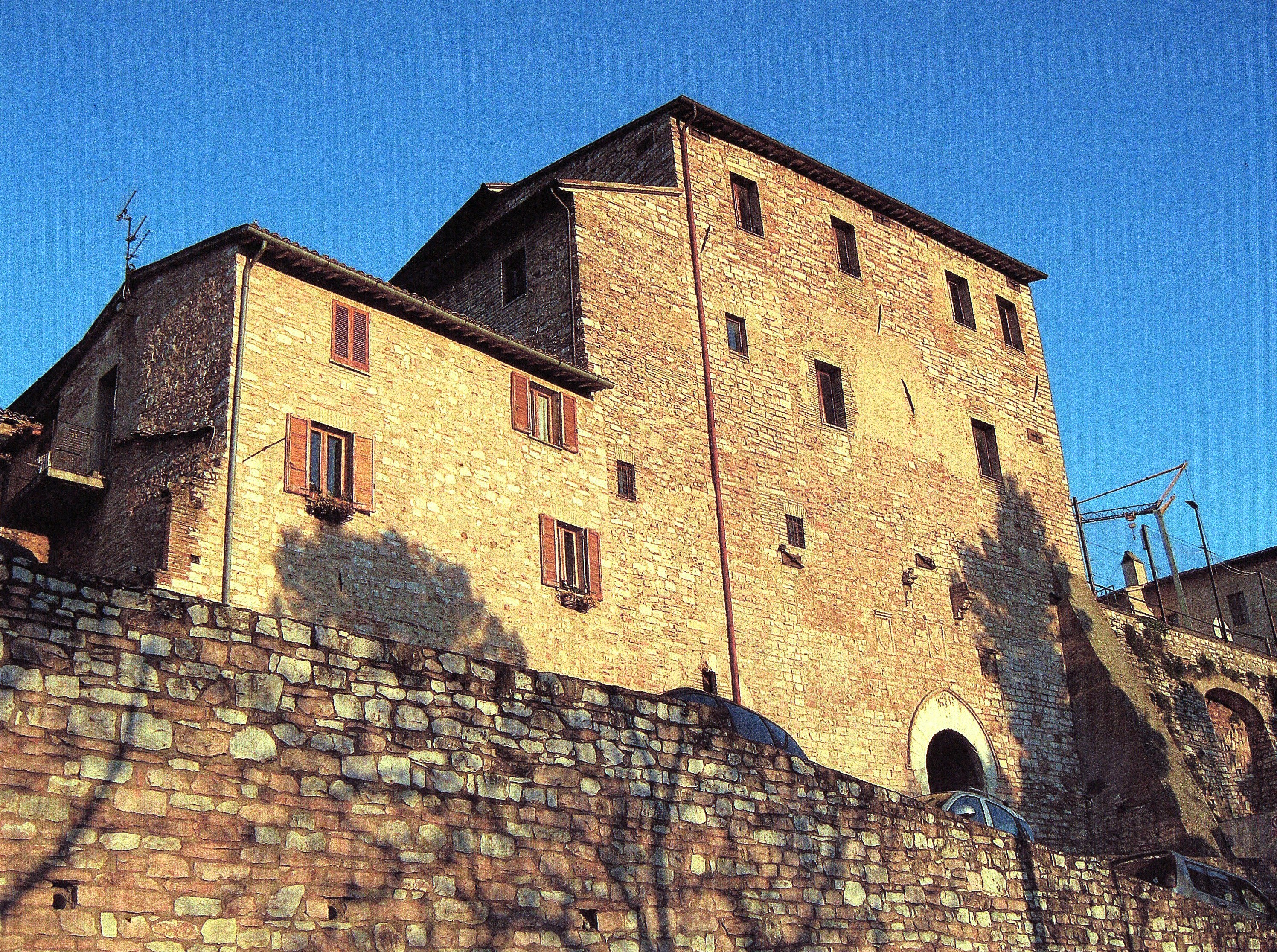
Il palazzo Baglioni, a Spello.

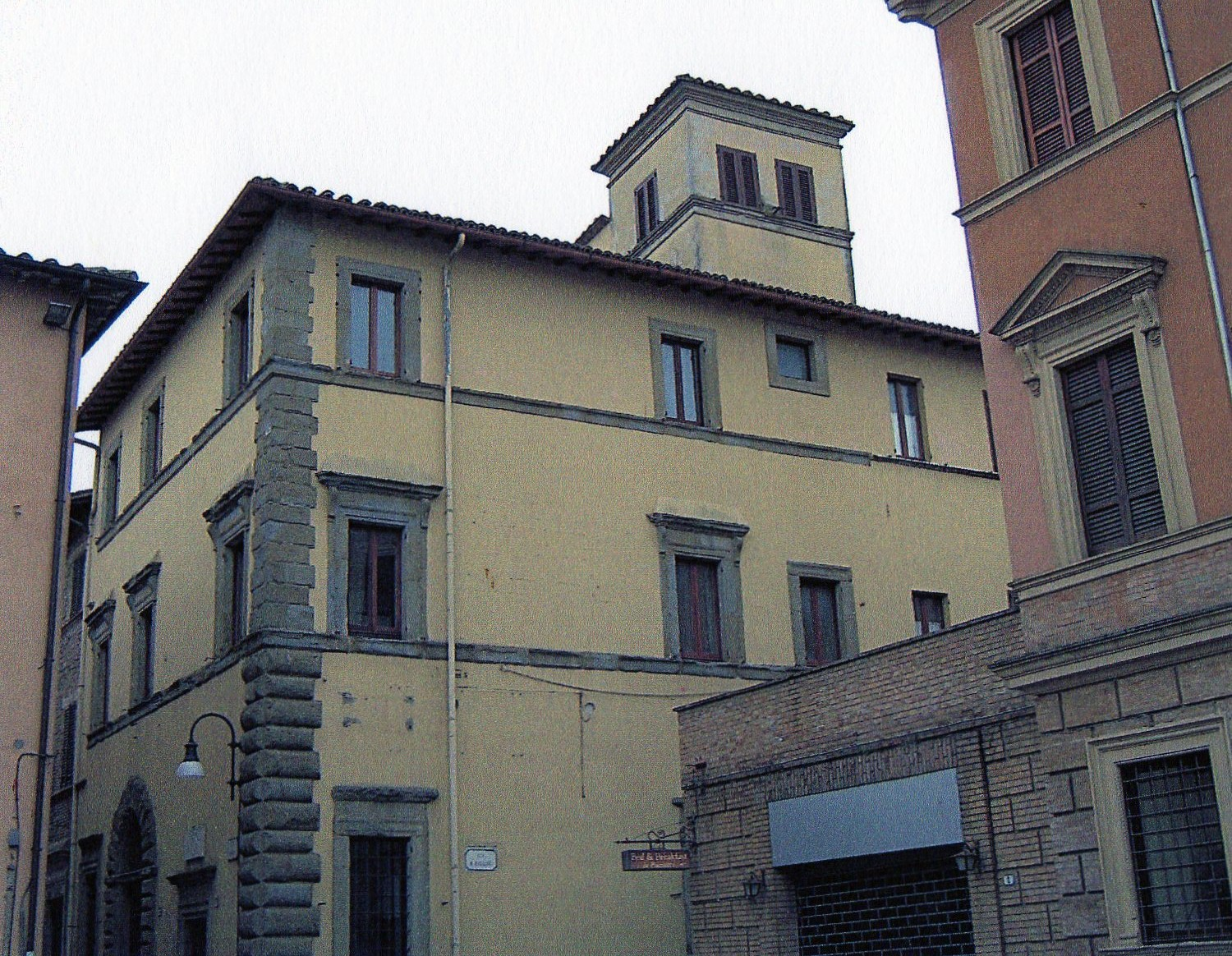
Il palazzo Baglioni, a Bettona.

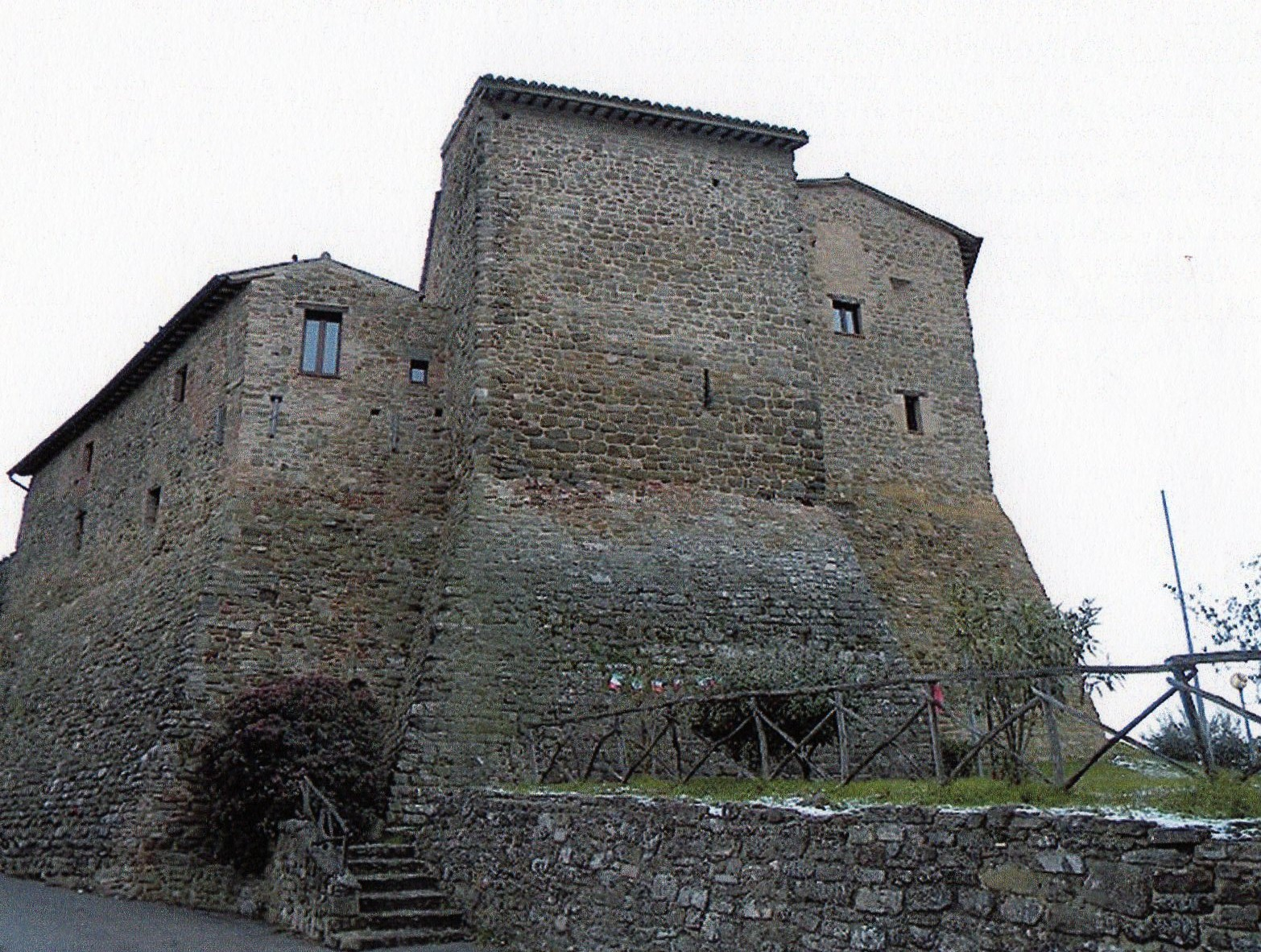
Il castello di Collemancio
(residenza estiva).

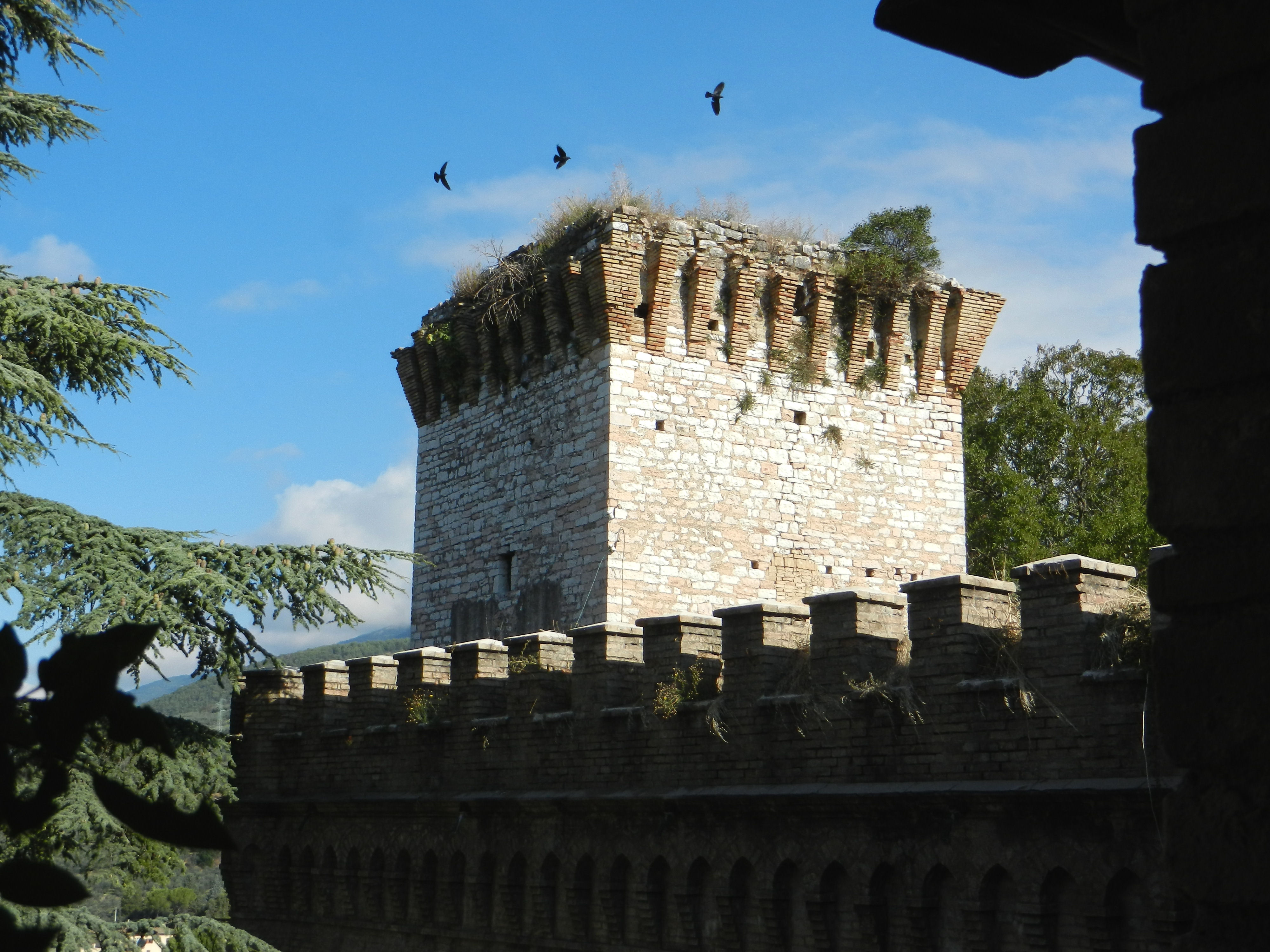
Rocca Baglioni, Spello.

L'insigne famiglia dei Baglioni, oltre alla signoria su Perugia, decaduta e riassorbita dallo Stato della Chiesa, fu dunque titolare della contea di Spello e di Bettona. Questi due antichi e grossi borghi, di origine romana ed etrusca, furono amministrati da tre generazioni baglionesche, con il diritto di mero et mixto imperio, ovvero la capacità, assai ricercata e blandita, di gestire la giurisdizione civile e penale, nonché l'obbligo di corrispondere annualmente una libbra di cera, come omaggio feudale alla Santa Sede, il 29 giugno, ricorrenza di san Pietro.
I conti venivano rappresentati in Bettona e a Spello da un vicario o luogotenente: nel 1519 Giampaolo I (1470-1520) emanò gli statuti al fine di regolamentare la vita dei sudditi in campo pubblico e privato. Il Papa Medici Leone X, figlio di Lorenzo il Magnifico, che gli aveva conferito il rango comitale con territorio, lo revocò, però, nel 1524, al successore Malatesta IV (1491-1531) che lo riebbe nel 1528 per volere di Clemente VII.
In questo periodo esistevano nella zona pochissimi feudi pontifici: il marchesato di Castiglione del Lago, il ducato di Salci, il marchesato di Montoro, la contea di Sterpeto e la contea di Civitella Ranieri.
Nel periodo tra il 1533 e il 1559 la contea ritornò di nuovo alla Reverenda Camera Apostolica, nonostante i tentativi di Rodolfo II (1512-1554) per mantenerla, per essere poi restituita, appunto nel 1559, da Pio IV. Il pontefice decise tuttavia di differenziare il residuo possedimento degli antichi signori di Perugia assegnando ad Astorre II (1526-1571) e ad Adriano II (1526-1574) Spello e Bastia, a Giampaolo II (1552-1608) e al piccolo fratello Rodolfo il postumo (1554-1596) Bettona e terre limitrofe.
La cosiddetta "contea vecchia" comprendeva: Spello (sede del conte e dell'organo esecutivo), Collepino (residenza estiva), Bastia (fino al 1580), Cannara, Limigiano, Castelbuono e Cantalupo. La "contea nuova", invece, annoverava: Bettona (vi esercitavano il proprio ufficio il luogotenente del conte e il titolare della chiesa madre di Santa Maria Maggiore), Collemancio (dimora estiva) e Colle. Il feudo si ampliò con Graffignano (presso Viterbo), San Venanzo e Collelungo nell'orvietano, località costituenti l'eredità di Monaldesca Monaldeschi, moglie di Malatesta IV.
Il conte risiedeva nel palazzo a Spello (nell'odierna piazza della Repubblica), il vicario e il feudatario (quando vi capitava) nel gentilizio edificio, dotato di rigogliosi giardini, a Bettona (vi morì Malatesta IV). In caso di assedio si rifugiava nella rocca spellana. La linea baglionesca cadetta, detta "di Bettona", discendente da Oddo Lodovico e Braccio I, si estinse nel 1648 con Malatesta V (1611-1648), figlio di Giampaolo II e di Giulia Baglioni, e il feudo fu annesso allo Stato Pontificio per disposizione del papa Innocenzo X. L'ultimo conte sovrano (era anche vescovo di Assisi), cosciente della fine della stirpe, si firmava "ultimus ex suis: i suoi due fratelli, Orazio III e Adriano, morirono, infatti, nel 1611 e nel 1622.
I Baglioni contribuirono ad abbellire Spello commissionando a famosi artisti opere come la cappella Baglioni (collegiata di Santa Maria Maggiore), affrescata dal Pinturicchio secondo la volontà del priore Troilo, appartenente alla famiglia reggente, con pavimentazione in maiolica (1566) realizzata dal "frate" di Deruta. Rocco di Tommaso da Vicenza vi eseguì un pregevole ciborio.
I Baglioni avevano la tradizionale sepoltura nella basilica perugina di San Domenico, nella cripta sotto il coro (oggi segnata da una semplice lapide, quando fino all'Ottocento esistevano ancora, intorno all'abside, i monumenti sepolcrali di Malatesta IV e Orazio II, deceduto a Spello): oltre ai suddetti signori, vi furono tumulati Rodolfo III e Simonetto, fratello di Giampaolo I, fino a Malatesta V. La tomba di Adriano II si trovava a Roma in Santa Maria in Aracoeli, quella di Giampaolo nella chiesa di Santa Maria in Traspontina. Altri della prosapia (tra cui Atalanta e Grifonetto) furono interrati in San Francesco al Prato di Perugia.

## Conti di Spello e di Bettona (1516-1648)[8]
| Titolo | Nome         | Periodo             | Consorte e note                                                                |
| Conte  | Rodolfo II   | 1531-1533 1550-1554 | Costanza Vitelli; 1554-1559 alla Chiesa                                        |
| Conte  | Giampaolo II | 1559-1608           | Giulia Baglioni; conte di Spello dal 1574; governò con Astorre II e Adriano II |
| Conte  | Astorre II   | 1559-1571           | Ginevra Salviati                                                               |
| Conte  | Adriano II   | 1559-1574           | Domitilla Cesi, Eleonora Baglioni                                              |
| Conte  | Orazio III   | 1608-1611           |                                                                                |
| Conte  | Malatesta V  | 1611-1648           | ultimo conte, vescovo di Assisi                                                |

I conti Baglioni di Spello e Bettona seguivano la numerazione dinastica dei signori di Perugia.